# 石林彝族自治县第一中学
24°45′56″N 103°15′52″E / 24.76561°N 103.26453°E
石林彝族自治县第一中学简称石林一中，早期常称路南中学，是云南省石林彝族自治县的一所中学，属云南省一级三等完全中学，建校于1914年。杨一波、李埏等人曾在此担任校长，中华人民共和国成立前路南中学曾是中共地下党的一个工作据点。云南省文物保护单位石林文庙位于校内。

## 历史
1914年在鹿阜镇万寿亭成立路南县立师范讲习所，1930年易名短期义务教育师资训练所，1934年更名路南县立简易乡村师范。1935年乡村师范和县立高等小学互换校址，路南县立师范迁入路南州文庙，使用文庙建筑作为校舍。1937年更名为路南县立初级中学。1959年路南县合并进入宜良县，学校更名宜良县第三中学。1964年路南县恢复建制，学校更名路南彝族自治县初级中学，1969年称云南省路南中学，1971年升格完全中学，1972年易名路南县第一中学。此后称呼改为路南彝族自治县第一中学，路南县更名为石林县后改成石林彝族自治县第一中学。:155-156:832004年，评定为云南省一级三等完全中学。
1943年许良安出任路南县长，在路南县立初级中学擅自抓丁寻衅、镇压学生民主运动，激起学校师生爆发“驱许运动”，也称“一一·二三”民主运动，随后许良安遭省政府撤职，身败名裂，弃职私逃。路南县人民立“路南县贪官许良安遗臭碑”一块。1944年，闻一多赴路南时，评价驱许运动是“路南的一次小‘五四’运动”。文化大革命时期，校舍所在地路南州文庙被悉数砸毁，全校教师遭到批斗，学校两万册藏书中三分之二不翼而飞，文革对路南中学造成了极大的损失。:158-162